# Elaphrus lecontei
Elaphrus lecontei är en skalbaggsart som beskrevs av George Robert Crotch. Elaphrus lecontei ingår i släktet Elaphrus och familjen jordlöpare. Inga underarter finns listade i Catalogue of Life.